# 負温度
負温度（ふおんど、英: negative temperature）とは、統計力学においてボルツマンの原理から定義される温度が負となること、またその際の温度を指す。
平衡熱力学において、温度は平衡状態を特徴づける示強変数として現れる。この温度には下限が存在し（絶対零度）、この下限を零とする適当な温度単位を定義することができる。したがって平衡熱力学の範囲では負温度は現れない。
しかし統計力学における逆温度を平衡熱力学における温度と関連付けることで、逆温度が負となるような系に対して、負の温度を考えることができる。
具体的には、熱力学温度 {\displaystyle T}、熱力学ポテンシャルとしてのエントロピー {\displaystyle S}、内部エネルギー {\displaystyle U} の間で成り立つ関係
{\displaystyle {\frac {1}{T}}={\frac {\partial S}{\partial U}}}
を援用し、（ボルツマンの原理によって定義される）統計力学的エントロピーと逆温度 {\displaystyle \beta } についての類似の関係
{\displaystyle \beta ={\frac {1}{k_{\mathrm {B} }}}{\frac {\partial S}{\partial E}}}
を経由し（ここで {\displaystyle E} はエネルギー、{\displaystyle k_{\mathrm {B} }} はボルツマン定数）、逆温度と熱力学温度の関係
{\displaystyle \beta ={\frac {1}{k_{\mathrm {B} }T}}}
が得られる。これは統計力学的な温度を与える。
ある系では統計力学的エントロピーのエネルギーによる偏微分（すなわち逆温度 {\displaystyle \beta }）が負になることがあり得る。このような系では統計力学的に定義された温度が負の値を取る。理論的な例としては例えば、外部磁場にさらされた互いに相互作用しない有限個の古典スピンの例が挙げられる。
負温度が実現するような系は、エネルギースペクトルに上限が存在しなければならない。例えば調和振動子で表される系はとり得るエネルギーに上限がないため、負温度は実現しない。
カノニカル分布で記述される系において、ある微視的状態 {\displaystyle \omega } の分布の重みはボルツマン因子に比例する。
{\displaystyle P(\omega )\propto e^{-\beta E_{\omega }}.}
もし逆温度が負ならば、エネルギーの係数は正であるため、エネルギーが大きい状態ほど重みが大きくなる。したがってその期待値である内部エネルギーは（逆）温度が正の場合より大きくなる。この傾向は逆温度の絶対値が大きいほど強まる。
二つの系を接触させた際、熱の移動が生じる。負温度を持つ系を正の温度を持つ系に接触させると、負温度を持つ系から正温度を持つ系へ熱が移動する。つまり、（名前の印象に反して）負温度は正の温度より「熱い」状態を示している。
また負温度は、正の温度の場合とは逆に、絶対値が小さいほど「熱い」状態を表す。例えば {\displaystyle T=-\infty \,(\beta =-0)} が（負温度の範囲で）最も「冷たい」状態、{\displaystyle T=-0\,(\beta =-\infty )} が最も「熱い」状態を表す（ここで {\displaystyle -0} は負の方向からゼロへ近づく極限、つまり絶対値が無限小の負数を表す）。

## 正の温度との関係
カノニカル分布で考えると、このような系はエネルギーの低い状態よりもエネルギーの高い状態の方により高い確率でなるので、通常の正の温度の系（エネルギーの高い状態よりもエネルギーの低い状態の方により高い確率でなる）と触れていると、負の温度の系から正の温度の系に熱が流れていく。
また、絶対温度Tが±∞においては、どのようなエネルギーの状態も等確率で出現するが、Tが負の側から0に近づいていけばいくほど、系はほぼ確実に最もエネルギーの高い状態を取るようになっていくので、負の温度領域においては温度の絶対値を下げるために外部から熱を流入させる必要がある。
つまり負の温度というのはいかなる正の温度よりも高い温度であり、その絶対値が小さくなればなるほど系はより高温となっていく。

## 実現できる物理系
負の温度の平衡分布が実現するとすれば、「最もエネルギーの高い状態」が最も高確率で実現されなければならない。
しかし、いくらでも分子運動が激しい状態を考えうる気体・液体や、いくらでも多くの数の光子、フォノンなどが存在する状態を考えうる電磁場、格子振動などの系ではそもそも「最もエネルギーの高い状態」を考えることができない（カノニカル分布の式に負の温度を代入しても、分配関数が発散してしまう）。したがって、負の温度というのはこれらの系で実現することはできない。
一方で、有限の大きさをもつスピン系など、系が取りうる状態の数そのものが限られている場合においては、このような平衡分布を考えても特に問題はない。しかしこのような系には熱力学極限を取ることが出来ないので、実際の実験で実現できるのは「緩和の遅い準安定な系（＝非平衡状態にある系）」だけである。ちなみにスピン系のモデルで記述されるような実際の磁性体は、多量のエネルギーを注入しても負温度にはならないが、これはエネルギーが高くなると（スピン系のモデルでは無視しているような）別の励起スペクトルが現れるためである。